# Championnat de Malte de football 1982-1983
Navigation
Saison précédente Saison suivante
La saison 1982-1983 de Premier League Maltaise était la soixante-huitième édition de la première division maltaise.
Lors de cette saison, le Paola Hibernians FC a tenté de conserver son titre de champion face aux sept meilleurs clubs maltais lors d'une série de matchs se déroulant sur toute l'année.
Les huit clubs participants au championnat ont été confrontés à deux reprises aux sept autres.
C'est le Hamrun Spartans qui a été sacré champion de Malte pour la quatrième fois.
Deux places étaient qualificatives pour les compétitions européennes, la troisième place étant celle du vainqueur du Trophée Rothman 1982-1983.

## Qualifications en coupe d'Europe
À l'issue de la saison, le champion a participé au premier tour de la Coupe des clubs champions 1983-1984.
Le finaliste du Trophée Rothman, le vainqueur étant le Hamrun Spartans, a pris la place pour la Coupe des coupes 1983-1984.
Le troisième du championnat, le La Vallette FC étant qualifié en Coupe des coupes, a pris la place en Coupe UEFA 1983-1984.

## Les huit clubs participants
| Club                | Stade             | Capacité | Ville      |
| ------------------- | ----------------- | -------- | ---------- |
| Floriana FC         | -                 | -        | Floriana   |
| Hamrun Spartans     | Victor Tedesco    | 6 000    | Hamrun     |
| Paola Hibernians FC | Hibernians Ground | 8 000    | Paola      |
| Rabat Ajax          | -                 | -        | Rabat      |
| Sliema Wanderers FC | Guze Fava Ground  | 4 000    | Sliema     |
| La Vallette FC      | -                 | -        | La Valette |
| Zebbug Rangers FC   | -                 | -        | Zebbug     |
| Zurrieq FC          | -                 | -        | Zurrieq    |

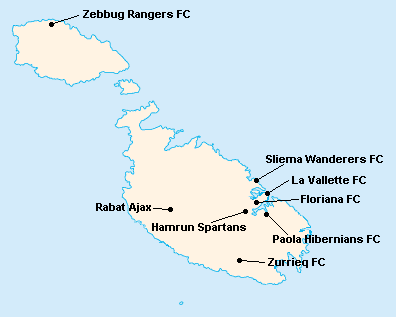
Localisation des clubs engagés dans le championnat.

L'île de Malte étant relativement petite, les clubs évoluent tous au stade National Ta'Qali (17 400 places). Certain cependant ont leur propre enceinte qu'ils peuvent éventuellement utiliser.

## Compétition

### Classement
| Rang | Équipe                  | Pts | J  | G  | N | P  | Bp | Bc | Diff |
| ---- | ----------------------- | --- | -- | -- | - | -- | -- | -- | ---- |
| 1    | Hamrun Spartans (C)     | 24  | 14 | 10 | 4 | 0  | 24 | 4  | +20  |
| 2    | La Vallette FC          | 16  | 14 | 7  | 2 | 2  | 15 | 13 | +2   |
| 3    | Rabat Ajax (P)          | 16  | 14 | 6  | 4 | 4  | 20 | 19 | +1   |
| 4    | Paola Hibernians FC (T) | 15  | 14 | 4  | 7 | 3  | 16 | 14 | +2   |
| 5    | Zurrieq FC              | 14  | 14 | 4  | 6 | 7  | 7  | 8  | -1   |
| 6    | Floriana FC             | 13  | 14 | 3  | 7 | 4  | 8  | 7  | +1   |
| 7    | Sliema Wanderers FC     | 12  | 14 | 4  | 4 | 6  | 14 | 11 | +3   |
| 8    | Zebbug Rangers FC (P)   | 2   | 14 | 0  | 2 | 12 | 5  | 33 | -28  |

| Légende : Qualifications et relégations | Légende : Qualifications et relégations                                                     |
| --------------------------------------- | ------------------------------------------------------------------------------------------- |
|                                         | Coupe des clubs champions 1983-1984 (1er Tour)                                              |
|                                         | Coupe des coupes 1983-1984 (1er Tour)                                                       |
|                                         | Coupe UEFA 1983-1984 (1er Tour)                                                             |
|                                         | Relégation en First Division Maltaise                                                       |
|                                         | (T) : Tenant du titre 1981-1982 (P) : Promu en 1981-1982 (C) : Vainqueur du Trophée Rothman |

## Bilan de la saison
| Tableau d'Honneur       |                 |
| Compétition             | Vainqueur       |
| Premier League Maltaise | Hamrun Spartans |
| Trophée Rothman         | Hamrun Spartans |

| Qualifications européennes 1983-1984 |                 |
| Coupe des clubs champions            | Qualifiés       |
| 1er tour                             | Hamrun Spartans |
| Coupe des coupes                     | Qualifiés       |
| 1er tour                             | La Vallette FC  |
| Coupe UEFA                           | Qualifiés       |
| 1er tour                             | Rabat Ajax      |

| Promotions et relégations           |                                       |
| Relégués en First Division Maltaise | Sliema Wanderers FC Zebbug Rangers FC |
| Promus de First Division Maltaise   | St. Patrick FC Birkirkara FC          |